# Memoriał Alfreda Smoczyka 2002
LII Memoriał Alfreda Smoczyka odbył się 5 października 2002. Zwyciężył Jacek Rempała.

## Wyniki
- 5 października 2002 (sobota), Stadion im. Alfreda Smoczyka (Leszno)
- NCD: Rafał Dobrucki – 63,80 sek. w wyścigu 2

| Msc. | Zawodnik               | Kraj                | Pkt  |                |  |
| ---- | ---------------------- | ------------------- | ---- | -------------- |  |
| 1    | (10) Jacek Rempała     | Unia Leszno         | 14   | (3,3,3,3,2)    |  |
| 2    | (15) Damian Baliński   | Unia Leszno         | 12   | (3,2,3,3,1)    |  |
| 3    | (8) Rafał Dobrucki     | Polonia Piła        | 11+3 | (3,3,w,2,3) +3 |  |
| 4    | (5) Sebastian Ułamek   | Unia Leszno         | 11+2 | (2,3,2,2,2) +2 |  |
| 5    | (1) Krzysztof Kasprzak | Unia Leszno         | 10   | (3,1,3,3,0)    |  |
| 6    | (13) Piotr Winiarz     | Stal Rzeszów        | 10   | (2,2,1,3,2)    |  |
| 7    | (4) Piotr Protasiewicz | Polonia Bydgoszcz   | 9    | (1,2,2,1,3)    |  |
| 8    | (11) Rafał Okoniewski  | Unia Leszno         | 9    | (2,3,2,1,1)    |  |
| 9    | (9) Rafał Szombierski  | RKM Rybnik          | 8    | (1,0,3,2,2)    |  |
| 10   | (7) Jacek Krzyżaniak   | WTS Wrocław         | 6    | (1,1,0,1,3)    |  |
| 11   | (14) Jarosław Hampel   | Polonia Piła        | 6    | (1,1,2,2,0)    |  |
| 12   | (3) Maciej Kuciapa     | ZKŻ Zielona Góra    | 5    | (0,0,1,1,3)    |  |
| 13   | (6) Andrzej Huszcza    | ZKŻ Zielona Góra    | 4    | (0,2,1,0,1)    |  |
| 14   | (2) Janusz Kołodziej   | Unia Tarnów         | 4    | (2,w,1,0,1)    |  |
| 15   | (16) Oskar Wolsztyński | Unia Leszno         | 1    | (0,1,0,0,0)    |  |
| 16   | (12) Friedrich Wallner | bez klubu polskiego | 2    | (0,0,t,0,0)    |  |
|      | rez. Norbert Kościuch  | Unia Leszno         | ns   |                |  |

Bieg po biegu
1. (64,10) Kasprzak, Kołodziej, Protasiewicz, Kuciapa
2. (63,80) Dobrucki, Ułamek, Krzyżaniak, Huszcza
3. (64,30) Rempała, Okoniewski, Szombierski, Wallner
4. (64,20) Baliński, Winiarz, Hampel, Wolsztyński
5. (63,90) Ułamek, Winiarz, Kasprzak, Szombierski
6. (64,50) Rempała, Huszcza, Hampel, Kołodziej (w/u)
7. (64,70) Okoniewski, Baliński, Krzyżaniak, Kuciapa
8. (64,40) Dobrucki, Protasiewicz, Wolsztyński, Wallner
9. (65,30) Kasprzak, Okoniewski, Huszcza, Wolsztyński
10. (64,20) Baliński, Ułamek, Kołodziej, Wallner
11. (64,90) Szombierski, Hampel, Kuciapa, Dobrucki (w/u1)
12. (65,40) Rempała, Protasiewicz, Winiarz, Krzyżaniak
13. (65,20) Kasprzak, Hampel, Krzyżaniak, Wallner
14. (65,50) Winiarz, Dobrucki, Okoniewski, Kołodziej
15. (65,60) Rempała, Ułamek, Kuciapa, Wolsztyński
16. (65,80) Baliński, Szombierski, Protasiewicz, Huszcza
17. (65,20) Dobrucki, Rempała, Baliński, Kasprzak
18. (65,60) Krzyżaniak, Szombierski, Kołodziej, Wolsztyński
19. (65,90) Kuciapa, Winiarz, Huszcza, Wallner
20. (65,90) Protasiewicz, Ułamek, Okoniewski, Hampel

Bieg o III miejsce
21. Baliński, Walasek